# Bundesvereinigung Spitzenverbände der Immobilienwirtschaft
Die Bundesvereinigung Spitzenverbände der Immobilienwirtschaft (BSI) ist ein Zusammenschluss von sieben Interessenverbänden der Wohnungs- und Immobilienbranche. 
Seit Oktober 2012 sind die vormals in der BSI vereinten Interessenverbände mit dem Zentralen Immobilien Ausschuss (ZIA) in eine neue Kooperation getreten. In der BID Bundesarbeitsgemeinschaft Immobilienwirtschaft Deutschland werden  Themen wie Demografie, Energie, Steuern, Stadtentwicklung und Finanzierung zukünftig gemeinsam gegenüber Politik und Öffentlichkeit vertreten.
Nachfolgend wird die BSI beschrieben, wie sie bis zur Gründung der BID im Oktober 2012 gewirkt hat. 

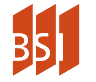
Logo der BSI

## Aufgabe
Die BSI vertritt als Zusammenschluss der wichtigsten Interessenverbände aus der Wohnungs- und Immobilienbranche bundesweit und auf europäischer Ebene gemeinsame Positionen gegenüber Politik und Öffentlichkeit.

## Kernziel
Ziel ist es, die herausragende volkswirtschaftliche Bedeutung der Immobilienbranche in Deutschland im Bewusstsein von Politik und Öffentlichkeit zu verankern sowie die politischen, rechtlichen und steuerlichen Rahmenbedingungen der deutschen Immobilienwirtschaft zu verbessern.

## Mitgliedsverbände
Die Spitzenverbände der Immobilienwirtschaft in der BSI sind:
- Bundesverband Freier Immobilien- und Wohnungsunternehmen (BFW)
- Dachverband Deutscher Immobilienverwalter (DDIV)
- GdW Bundesverband deutscher Wohnungs- und Immobilienunternehmen
- Immobilienverband Deutschland IVD Bundesverband der Immobilienberater, Makler, Verwalter und Sachverständigen
- Verband deutscher Pfandbriefbanken (vdp)
- Verband Geschlossene Fonds (VGF)

## Bedeutung
Die BSI vertritt bundesweit und auf europäischer Ebene die Interessen von sieben Interessenverbänden der Wohnungs- und Immobilienbranche. Über diese Verbände gehören der BSI 13.000 Unternehmen der Branche an. BFW, GdW, IVD, BVI und DDIV bewirtschaften rund 12 Mio. Wohneinheiten und verwalten rund 250.000 Gewerbeeinheiten. Der vdp steht für 56 Prozent der gewerblichen und 30 Prozent der Wohnimmobilien-Finanzierung, der VGF für mehr als drei Viertel des Marktes der Anbieter geschlossener Fonds. Die BSI steht damit für nahezu die Hälfte aller Mietverhältnisse in Deutschland.

## Gremien
- Mitgliederversammlung
- Geschäftsführender Ausschuss
- Arbeitskreise
  - Berufliche Bildung und Personalentwicklung
  - Energie, Technik, Normung
  - Öffentlichkeitsarbeit
  - Presse
  - Recht
  - Stadtentwicklung
  - Steuern und Finanzierung

Der Vorsitz wechselt turnusmäßig zum 1. Juli eines Jahres für jeweils 1 Jahr. Seit Mitte 2012 hat der Bundesverband freier Immobilien- und Wohnungsunternehmen BFW den Vorsitz inne und der Immobilienverband IVD den stellvertretenden Vorsitz.